# Novallas
Novallas – gmina w Hiszpanii, w prowincji Saragossa, w Aragonii, o powierzchni 11,4 km². W 2011 roku gmina liczyła 948 mieszkańców.